# 液体水素

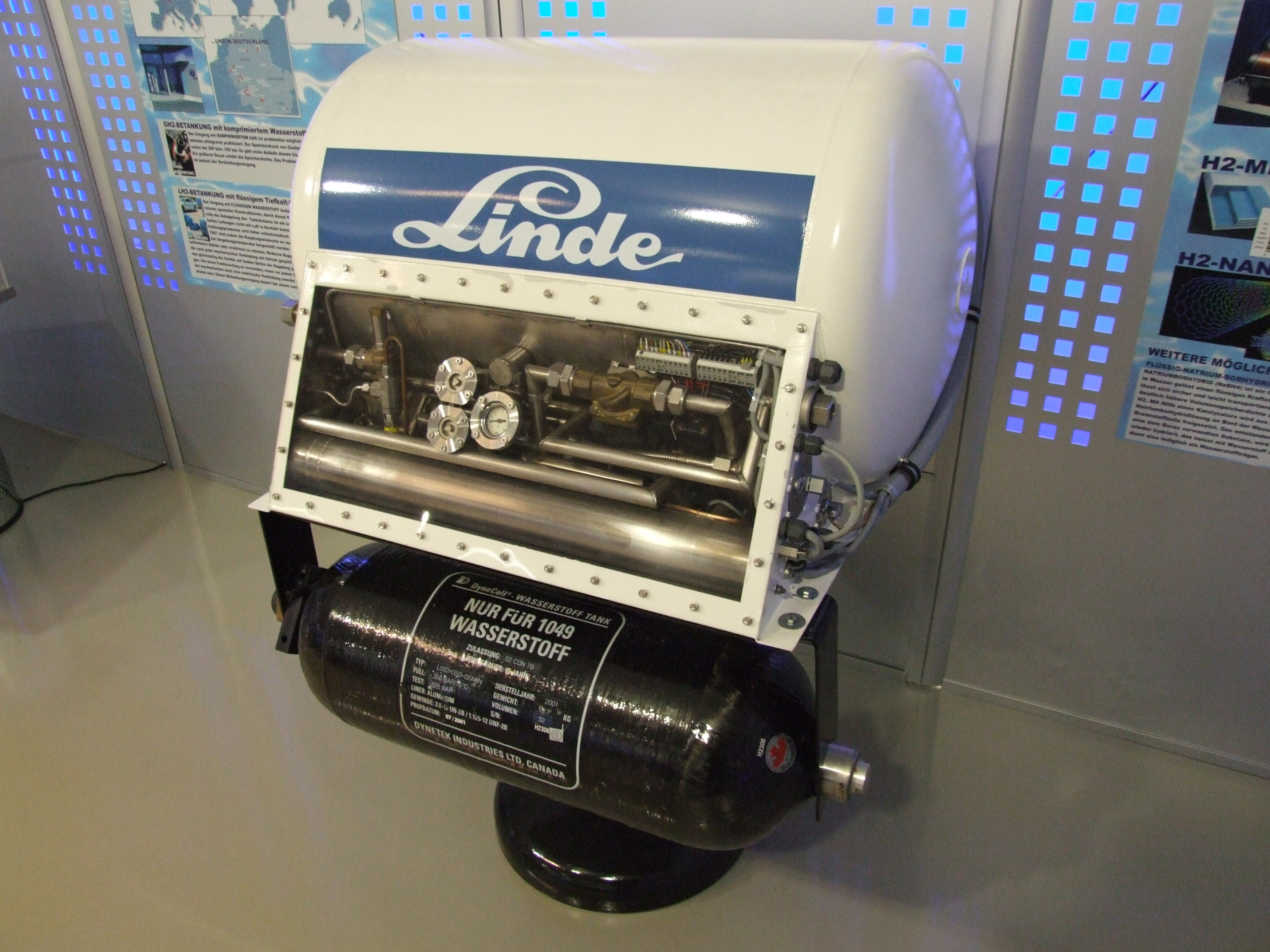
液体水素用タンク

液体水素（えきたいすいそ）とは、液化した水素のこと。沸点は-252.6℃で融点は-259.2℃である（重水素では、沸点-249.4℃）。水素の液化は、1896年にイギリスのジェイムズ・デュワーが初めて成功した。

## 液体水素の用途

### ロケット燃料
ロケットエンジンの推進剤として利用され、LH2（Liquid H2）と略称される。液体水素を燃料、液体酸素を酸化剤としたロケットエンジンは実用化された化学推進ロケットとしては最も高い比推力を誇る。液体水素は非常に軽い液体で、その密度は70.8 キログラム/立方メートル（20Kの時）と重量エネルギー密度が最も大きい。したがってロケット燃料としては最も効率的である。

### 代替エネルギーとしての水素燃料
現在、水素は、天然ガスや石油を原料に安価に大量生産されている。水素が化石燃料から生産されている以上、その水素を使う燃料電池は、代替エネルギーではあっても再生可能エネルギーではない。水を電気分解して得る方法もあるが、その電気の大部分は火力発電や原子力発電で賄われている。(なお、電気分解による大量生産は価格面の問題が大きく実現していない。)液体水素は代替エネルギーの水素燃料として以下の用途での使用が期待される。

#### 燃料電池
水素は酸素と結びつくことでエネルギーと水が生まれる。水の電気分解の逆反応である。燃料電池は、この反応を利用して電気を生み出す装置である。非常に高価であり部品に消耗品が多い。なお、反応温度が100℃を超えるため、水は、水蒸気として排出される。
現在の家庭用等の燃料電池は天然ガスから水蒸気改質により水素を取り出し、それを利用する。
一方で、自動車等ではガスボンベ等に詰めた水素を直接利用する燃料電池が実用化されている。
炭化水素から直接水素を取り出すタイプの燃料電池は携帯型の電子機器の電源としても期待されているが実用化に至っていない。

#### 内燃機関燃料
化石燃料を原料にして作った水素を燃料としてガソリンエンジン同様にピストンシリンダー内で酸素と反応させて動力を得る水素燃料エンジンの構想があり、水素自動車が実用化されている。内燃機関では排気中に窒素酸化物や過酸化水素の有害物質が生まれるので、これらを除去しなければならない。また、ガソリンエンジンに比べると出力が低い問題がある。

#### 航空燃料
近年ではJAXAや旧ソ連諸国の航空宇宙企業を中心として、石油の代替として液体水素を燃料とする旅客機の研究が進められている。液体水素燃料を用いた旅客機は（液体水素の製造過程はともかく）旅客機の飛行中には二酸化炭素を排出せず環境負荷が低いとされている。
JAXAなどが研究を進めるマッハ5クラスの超音速輸送機に搭載するためのエンジンとして、液体水素を燃料とするターボジェットエンジンに高温となった空気を燃料の液体水素で冷却する機構を追加した予冷ターボジェットエンジン (Precooled jet engine) の研究が行われている。
前述のとおり極めて大きな燃料タンクが必要となるほか、飛行中の蒸発、極低温燃料の取り扱い、燃料供給体制の構築など解決すべき課題は多い。

## 水素燃料の課題
原料
現在大量生産される水素の原料は天然ガス及び石油である。現状では水素は化石燃料が形を変えたものである。水からの製造にはアルミニウム同様安価で大量の電力が必要である。
製造
水素はもっとも軽い元素であり、地上において水素単体の形ではほとんど存在していない。このため、エネルギー資源として水素を直接採取・利用することはできず、必要な量はすべて水素化合物からエネルギーを使って取り出さなければならない。最も身近な水素化合物は水である。水を電気分解することで技術的には容易に水素が得られるが、電気分解に消費される電気エネルギーは得られた水素を反応させて再び得られる電気エネルギーより大きいために差し引きでは損となる。エタノールや石油精製品から水素を取り出す方法もあるが、その手間とコストを考えれば、そのままエタノールや石油精製品を燃料として使用するほうが経済的である。いまのところ水素は天然ガスと水より触媒を介する水蒸気改質で作り出されている。
保管
水素原子や水素分子は非常に小さいことから、金属の内部に浸透して劣化させる水素脆化を引き起こす。そのためステンレスなどの一般的な金属容器では長期保管が困難である。そこで、水素脆化が起きない材料、水素を吸蔵する水素吸蔵合金、高圧水素用のCFRPボンベ、冷却して液化水素として運搬・保管する方法などに関する研究開発が進んでいる。
可燃性
水素そのものは酸素がなければ燃焼しないため、純度の高い単体の状態では発火しにくいが、酸素との混合気体では容易に発火する。そのため、可燃性という観点ではガソリンと同様に危険である。燃料を改質して生成した水素を利用する場合、その燃料に関しても十分な安全対策が必要とされる。
流通
製造・流通・消費の各ステージでまったく新たな設備が必要とされる。水素燃料対応の自動車への燃料供給のため、2023年6月時点では、日本全国で170箇所の水素ステーションが運用されている。これらの水素ステーションには、ガス燃料から水素ステーション内で水素を製造する方式と、製油所や化学工場等で製造された水素を輸送して水素ステーションで供給する方式の２種類がある。

## オルト水素とパラ水素
水素分子は、それぞれの原子核（プロトン）の核スピンの配向により、オルト（ortho）とパラ（para）の2種類の異性体が存在する。
常温以上では、オルト水素とパラ水素の存在比はおよそ3:1であるが、低温になるほどパラ水素の存在比が増し、絶対零度付近ではほぼ100パーセントパラ水素となる。オルト水素からパラ水素への変化は523kJ/kgの発熱反応であり、蒸発潜熱446kJ/kgより多い。また反応には数日かかるため、数日保管しておくと反応熱で液化水素が気化してしまう。これを水素のボイル・オフ問題という。これを防止するには触媒を用いて発熱反応を済ませておくと良い。オルト‐パラ変換を起こす触媒は、活性炭や鉄などの金属の一部、常磁性物質またはイオンなどがある。
パラ水素をオルト水素に戻すには、1週間近く常温で放置するか、触媒を用いるか、800℃ 近くに加熱するとよい。